# Zdzisław Klucznik
Zdzisław Klucznik (ur. 7 października 1919 we Lwowie, zm. 28 stycznia 2007 w Krakowie) – polski aktor teatralny i filmowy.
Pracował w Teatrze Ziemi Opolskiej (1950–1952), Teatrze im.Bogusławskiego w Kaliszu (1953–1954), Teatrze Powszechnym w Łodzi (1955–1957) i Teatrze Ludowym w Nowej Hucie (1958–2001). W latach 1971–1993 zagrał w sześciu spektaklach Teatru Telewizji.
Pochowany na cmentarzu Rakowickim w Krakowie.

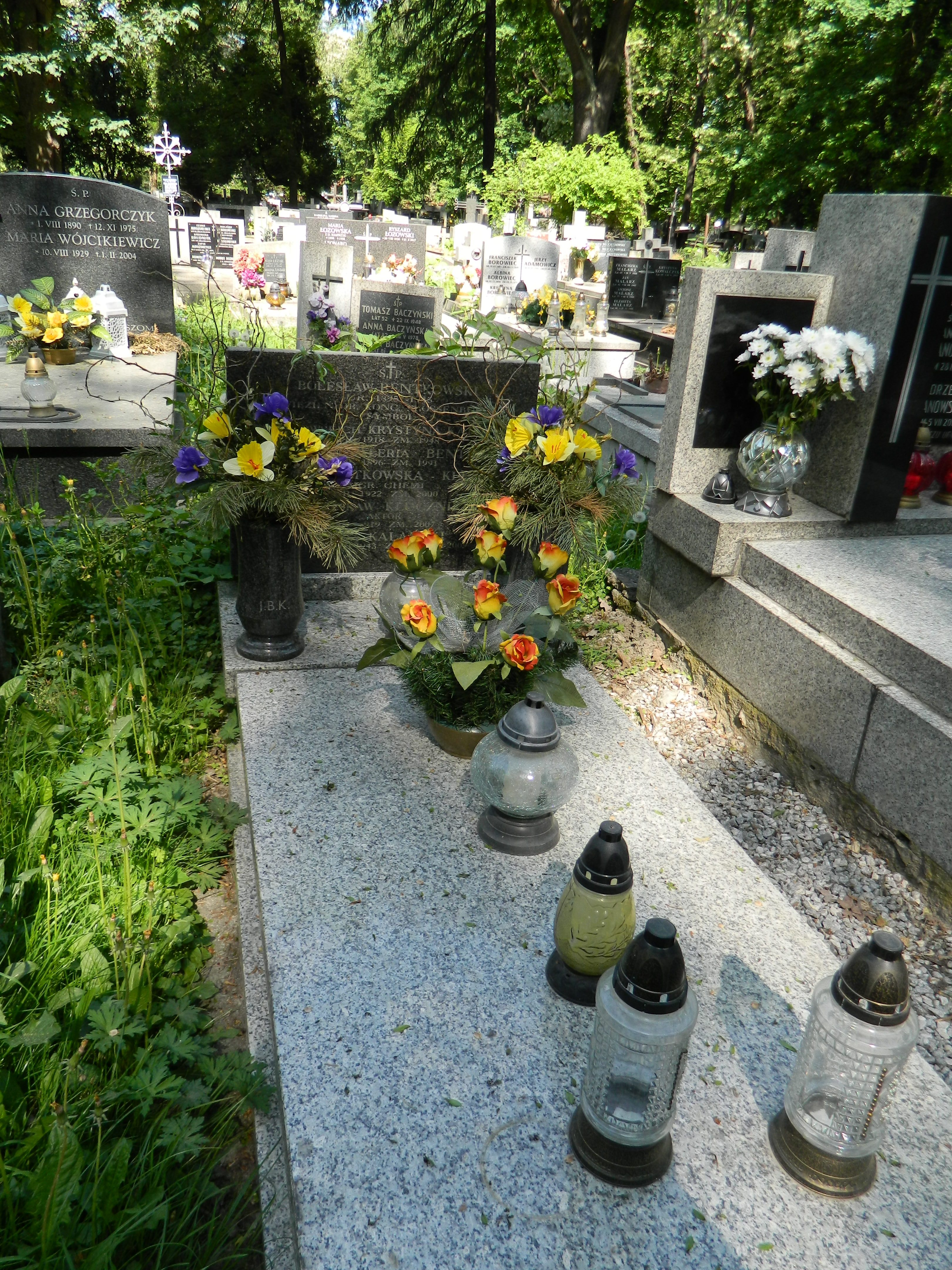
Grób Zdzisława Klucznika na cmentarzu Rakowickim w Krakowie (kwatera XXIIA, rząd 15, miejsce 15)

## Filmografia
- 1966: Czterej pancerni i pies – Iwan, artysta cyrkowy (odc. 7)
- 1977: Gdzie woda czysta i trawa zielona – gospodarz
- 1978: Wysokie loty – Obsada aktorska
- 1978: Ślad na ziemi – portier w hotelu robotniczym (odc. 6)
- 1978: Biały mazur – Seweryn Waryński, ojciec Ludwika
- 1978: 80 Huszar – Obsada aktorska
- 1980: Zamach stanu – Obsada aktorska
- 1981: 07 zgłoś się – Karol Rausch (odc. 10)
- 1982: Życie Kamila Kuranta – Obsada aktorska (odc. 3)
- 1986: Zmiennicy – Krakowianin narzekający na warszawskich kierowców (odc. 5)
- 1999: Świat według Kiepskich – Kocięba (odc. 17)